# Filoktet
 Ovo je glavno značenje pojma Filoktet. Za Sofoklovo djelo pogledajte Filoktet (Sofoklo).
Filoktet (grč. Φιλοκτήτης, Philoktếtês) u grčkoj mitologiji bio je poznati strijelac i sudionik u Trojanskom ratu; sin kralja Peja u Tesaliji.

## Mitologija

### Uzroci rane
Filokteta su Grci ostavili na otoku Lemnu ili Hrisi prije početka Trojanskog rata. Postoje najmanje četiri različite priče o uzroku njegova prisilnog boravka na otoku, ali svima je zajedničko to da je zadobio ranu na stopalu koja se zagnojila i širila užasan smrad. 
Jedna inačica mita govori da je Filokteta ugrizla zmija koju je Hera poslala da ga zlostavlja kao kaznu zato što je njegov otac služio Heraklu kojeg nije voljela. Pej je bio jedini koji je uslišio Heraklovu molbu i zapalio mu pogrebnu lomaču, tako da mu je Heraklo predao svoj čarobni luk i strijele, a on ih je na posljetku predao sinu Filoktetu. 
Druga inačica mita govori da su Grci prisilili Filokteta da im pokaže gdje su ostaci Heraklova pepela. Filoktet nije htio prekršiti svoj zavjet šutnje te je otišao do tog mjesta i nogom stao na nj. Čim je dotaknuo tlo nad pepelom, ozlijedio je nogu.
Treća inačica mita govori da, kad su Grci išli prema Troji, naišli su na otok Tened, a ondje je Ahilej naljutio Apolona ubivši kralja Tena, Apolonova sina. Očajni su Ahejci prinijeli žrtvu, a potom je zmija provirila iz oltara i ugrizla Filokteta.
Još jedna inačica mita govori da je Filoktet dobio svoju ranu na otoku Hrisi, nazvanom prema nimfi koja je ondje živjela, a u čije je svetište Filoktet slučajno zalutao. Ovu inačicu pripovijeda i Sofoklo u svojoj tragediji o Filoktetu.

### Spašavanje
Budući da su ga ostavili na otoku, Filoktet je bio bijesan na Grke, a posebice na Odiseja koji je savjetovao Atreja da ga ondje ostavi. Medon je preuzeo njegovu vojsku, a Filoktet je ostao sam na Lemnu deset godina.
Helen, Prijamov sin, bio je mučen te je pod prisilom otkrio kako, da bi Grci dobili Trojanski rat, moraju se koristiti Heraklovim lukom i strijelama. Kad je Odisej to čuo, vratio je Filokteta s Lemna. Prema Sofoklovoj inačici mita, pratio ga je Neoptolem, Heraklov sin. Filoktetovu je ranu zaliječio Mahaon ili, prema drugim izvorima, Polidarije, Asklepijev sin.
Filoktet je ubio mnogo trojanskih junaka tijekom rata, uključujući Parisa.
Poslije rata otišao je u Italiju gdje je osnovao grad Petiliju u Kalabriji i narod Bruta.

## Vanjske poveznice
- Filoktet u grčkoj mitologiji (engl.)